# Kwartier van Oisterwijk
Het Kwartier van Oisterwijk vormde historisch tot aan het einde van de 18e eeuw het westelijke kwartier van de Meierij van 's-Hertogenbosch. De andere drie kwartieren waren: Peelland, Kempenland en Maasland.
De hoofdplaats van dit gebied was Oisterwijk.
Het gebied omvatte 26 dorpen, namelijk Hooge Mierde, Lage Mierde, Hulsel, Westelbeers, Diessen, Hilvarenbeek, Riel, Tilburg met Goirle, Enschot, Moergestel, Loon op Zand, Udenhout, Haaren, Helvoirt, Cromvoirt, Esch, Boxtel, Vught, Sint-Michielsgestel, Oud-Herlaar, Nieuw-Herlaar, Drunen, Waalwijk, Gansoyen, Hagoort, en Nieuwkuijk.